# Zenon (bizantinski cesar)
Zenon Izavrijec  (latinsko Flavivs Zeno Avgvstvs, grško starogrško Ζήνων [Zénon]) s pravim imenom Taras Kodisa (Taras, sin Kodisa) Rusombladadiot je bil cesar Bizantinskega cesarstva, ki je vladal leta 474 do 475 in ponovno 476 to 491, * okoli 425, Zenopolis, Izavrija, † 9. april 491, Konstantinopel.
Njegovo vladavino so pestili notranji upori in verska nesoglasja. Doživel je razpad Zahodnega rimskega cesarstva pod Romulom Avgustom in veliko pripomogel k stabilizaciji Vzhodnega cesarstva. V cerkveni zgodovini je znan po Henotikonu (Akt o enotnosti), objavljenem leta 482. Z odlokom, ki so ga podpisali vsi vzhodni škofje, naj bi se končala polemika o božji naravi Jezusa Kristusa, katero so zagovarjali monofiziti.

## Življenjepis

### Vzpon na oblast

#### Začetek
Zenonovo rojstno ime je bilo Taras. Rojen je bil v Rusumbladi v Izavriji, ki se je kasneje njemu v čast preimenovala v Zenopolis. Njegov oče je bil Kodisa,  mati pa Lalis. Imel je brata Longina. Prvič je bil poročen z  Arkadijo, katere ime kaže na vezi s konstantinopelsko aristokracijo. Bližnjevzhodna in druga krščanska izročila pravijo, da je imel hčerki Hilarijo in Teopisto, ki se je posvetila veri, zgodovinski viri pa potrjujejo samo sina  Zenona. Taras je bil morda v sorodu z izavrijskim generalom Zenonom, ki je  leta 447 branil Konstantinopel pred Atilo in bil naslednje leto rimski konzul.
Izavrijci so bili ljudstvo,  ki je živelo v osrednjem Taurusu v Anatoliji v sedanji turški pokrajini Konya/Bozkir. Rimljani so nanje gledali kot na barbare, čeprav so bili njihovi podložniki že več kot pet stoletij. Ker so bili pravoslavni kristjani in ne arijani, kot na primer germanski Goti, jim dostop do bizantinskega prestola načelno ni bil prepovedan.
Po mnenju nekaterih zgodovinarjev je nameraval cesar Leon I. v 460. letih zmanjšati moč germanskega dela bizantinske armade, kateremu je poveljeval alanski magister militum Aspar. Njihova protiutež naj bi bil Taras in njegovi Izavrijci,  zato ga je poklical v Konstantinopel. Razlaga je sporna, ker je Taras z ženo Arkadijo takrat  že nekaj let živel v Konstantinoplu, kjer sta živela tudi mati Lalis in brat Longin. Brat je bil poročen z  Valerijo, ki je bila verjetno iz aristokratske družine.
Taras je v zgodovinskih virih prvič omenjen leta 464, ko je zasegel nekaj pisem  Asparjevega sina Ardaburja, ki so dokazovala, da je Aspar ščuval sasanidskega kralja, naj vdre na rimsko ozemlje in mu obljubljal svojo podporo. Leon I.  je zaradi pisem  odpoklical patricija in magistra militum per Orientem  Ardaburja in s tem zmanjšal Asparjev vpliv in ambicije. Taras je bil za zvestobo cesarju nagrajen z zelo vplivnim in prestižnim položajem comesa domesticorum. Imenovanje bi lahko pomenilo, da je bil Taras pred tem protector domesticus na Leonovem dvoru ali v Ardaburjevem štabu v Antiohiji.
Leta 465 sta se Leon in Aspar sprla zaradi imenovanja konzulov za naslednje leto. Taras je izkoristil priložnost za utrditev svojega položaja in postal cesarjev prijatelj  in zaveznik.

#### Leonov zet
Taras  je želel postati bolj sprejemljiv za rimsko aristokracijo in konstantinopelske meščane, zato je svoje ime zamenjal z grškim imenom Zenon in ga uporabljal do smrti.  V drugi polovici leta 466 se je poročil z Ariadno, starejšo hčerko cesarja Leona I. in Verine.  Ker v zgodovinskih zapisih ni nobene omembe, da se je pred poroko ločil, je prva žena Arkadija  očitno umrla. Naslednje leto se jima je rodil sin. Zenon je postal oče možnega cesarjevega naslednika, ker je Leonov edini  sin že v otroštvu umrl. Sina so staremu očetu v čast imenovali Leon. Zenon je bil ob sinovem rojstvu na vojnem pohodu proti Gotom. 
Zenon se zaradi služenja v protectores domestici ni udeležil katastrofalne eksledicije proti Vandalom  v severni Afriki leta 468, ki jo je vodil cesarjev svak Bazilisk. Naslednje leto je bil izvoljen za konzula,   bil imenovan  za magistra militum Trakije in vodil pohod v Trakijo. Viri ne navajajo, s katerim nasprotnikom se je tam vojskoval. Zgodovinarji domnevajo, da so to bili Goti, Huni ali Anagastovi uporniki. Leon in Zenon sta pred pohodom vprašala za mnenje Danijela Stilita. Stilit jima je odgovoril, da bi Zenon verjetno postal žrtev zarote, vendar jo bo preživel. Leon je zato Zenonovo osebno stražo okrepil s svojimi vojaki. Aspar je te vojake podkupil, zato ga niso branili ampak so ga nameravali ujeti. Zenon je izvedel za njihovo namero in pobegnil v Serdiko, Leon pa je zaradi zarote postal še bolj nezaupljiv.
Zenon se po zaroti ni vrnil v Konstantinopel, kjer sta imela Aspar in Ardabur še vedno veliko moč. Umaknil se je na Agorski zid, nato v Pilaj ob Črnem morju in od tam v Kalcedon. Medtem, ko je čakal na priložnost za vrnitev v prestolnico, je bil imenovan za  vrhovnega poveljnika Vzhoda (magister militum per Orientem).  Odpravil se je v Antiohijo in s seboj vzel meniha Petra Fula. Iz Antiohije, ki je bila njegov uradni sedež, je odšel v Izavrijo in zatrl Indakov upor.  Naslednji dve leti je z družino živel v Antiohiji.
Med bivanjem v Antiohiji se zbližal s pogledi monofizita Petra Fula in ga podprl proti njegovemu nasprotniku, kalcedonskemu škofu Martiriju. Zenon je dovolil menihom iz bližnjih samostanov, da so se preselili v Antiohijo in povečali število Petrovih privržencev. Martirij je zato odšel v Konstantinopel, prosit Leona za pomoč. Ko se vrnil v Antiohijo in izvedel, da je bil Peter medtem izvoljen za antioškega škofa, je leta 470 odstopil. Leon je ukazal, da se Petra izžene in Zenonu poslal 1. junija 471 sprejet  zakon, s katerim je menihom prepovedal zapuščanje samostanov in spodbujanje k uporu.
Leta 470/471 se je moral Zenon spopasti z Makroni, ki so napadli Armenijo.
Aspar je med Zenonovo odsotnostjo okrepil svoj vpliv. Dosegel je, da je bil sin Patricij imenovan za cezarja in se leta 470 poročil  z Leonovo mlajšo hčerko Leoncijo.  Viri dogodke opisujejo protislovno, vsi pa se jasno strinjajo, da sta bila Aspar in Ardabur leta 471 z Leonovo in Baziliskovo odobritvijo zahrbtno ubita. Zenon se je po njuni smrti vrnil v Konstantinopel in bil imenovan za magistra militum praesentalis.

### Vladanje

#### Prvo vladanje in Baziliskov upor (475-476)
25. oktobra 473 je Leon I. za socesarja imenoval Zenonovega in Ariadninega sina in svojega vnuka Leona II.. 18. januarja 474 je Leon I. umrl. Leon II. je bil takrat star komaj sedem let in premlad za samostojno vladanje, zato sta cesarjeva vdova Verina in hčerka Ariadna 9. februarja  474 za njegovega socesarja imenovali Zenona. Leon II. je kmalu zatem bolel in 17. november 474  umrl in Zenon je postal samostojen cesar.
Vojna z Vandali se še ni končala. Njihov kralj Gizerik je ogrožal bizantinske trgovske poti in vdiral v bizantinska obalna mesta, zato je Zenon k njemu poslal visoko rangiranega ambasadorja Severja, kateremu je uspelo skleniti »večni mir«. Rimljani so morali v skladu z mirovno pogodbo odkupiti ujetnike v vandalskem ujetništvu, Vandali pa so prenehali preganjati pravoslavne kristjane na svojem ozemlju.
Zenon je zaradi svojega barbarskega porekla kljub temu ostal nepriljubljen tako med prebivalci kot v  Senatu.  Njegova pravica do prestola je temeljila samo na zakonu z Ariadno in naklonjenosti cesarjeve vdove Verine.  Zenon  se je zato odločil, da se bo oprl na izavrijski del bizantinske armade in izavrijska generala, brata  Ila in Trokunda. Verina se kmalu zatem odločila, da bo Zenona s pomočjo svojega brata Baziliska strmoglavila in ga zamenjala s svojim ljubimcem in nekdanjim  magistrom officiorum Patricijem. Zarotnikom sta se po Baziliskovem prepričevanju pridružila tudi generala Il in Trokund in ostrogotski general Teodorik Strabon.
Januarja 475 je moral Zenon z ženo in materjo pobegniti iz Konstantinopla v Izavrijo. S seboj je odpeljal tudi nekaj svojih izavrijskih pristašev in državno blagajno. Za njim so poslali generala Ila in Trokunda, ki sta Zenona prisilila, da se je zatekel v trdnjavo. Il ga je oblegal, ujel Zenonoveg brata Longina in ga obdržal za talca.
Dvorni zarotniki so se kmalu zatem sprli. Bazilisk si je prisvojil prestol in usmrtil Verininega ljubimca in cesarskega kandidata Patricija. Mestni drhali je dovolil, da so pobili vse Izavrijce, ki so ostali v Konstantinoplu, kar je pretrgalo vezi z izavrijskima generaloma Ilom in Trokundom. Bazilisk je za magistra militum imenoval svojega nečaka Armata in ga s tem izenačil s Teodorikom Strabonom. Ker je cesar ostal brez denarja, je bil prisiljen uvesti zelo visoke davke, kar je povzročilo nejevoljo prebivalstva, nazadnje pa je s podporo monofizitom izzval še negodovanje Cerkve. Meščani Konstantinopla so ga obtožili, da je v mestu podtaknil velik požar, v katerem je zgorel velik del mesta. Il je zaradi Zenonove podkupnine in s soglasjem Senata prestopil na Zenonovo stran in se pridružil njegovi vojski v pohodu na Konstantinopel. Bazilisk je poskušal ponovno pridobiti naklonjenost prebivalstva in je proti Zenonu poslal drugo vojsko pod Armatovim poveljstvom. Zenonu je uspelo  z obljubo, da bo lahko do smrti obdržal položaj magistra  militum praesentalis, sina pa povišal v cezarja, podkupiti tudi Armata. Armat zato ni oviral Zanonove vojske na pohodu na Konstantinopel. Odsotnost vojske Teodorika Strabona je zapečatila Baziliskovo usodo.
Zenon je avgusta 476 začel oblegati Konstantinopel in Senat je odprl mestna vrata izavrijski vojski. Bazilisk se je skril v Hagijo Sofijo, vendar ga je patriarh Akacij izdal, da se je moral skupaj z družino predati. Zenon mu je obljubil, da ne bo prelival niti njegove niti krvi njegove družine, in ga izgnal v eno od trdnjav v Kapadokiji. V trdnjavi so ga z družino vred zaprli v suho cisterno za vodo in ga pustili umreti.
Zenon je po vzpostavitvi oblasti izpolnil svoje obljube. Armat je obdržal položaj magistra  militum in bil morda celo povišam na položaj patricija, sin pa je bil povišan na položaj cezarja.
Leta 477 se je Zenon premislil. Ukazal je, da Armata ubijejo, in  mu zasegel cello premoženje, njegovega sina pa je odstavil in ga poslal v samostan. Evrargij Sholastik omenja, da je kasneje postal škof v Kiziku.

#### Konec Zahodnega cesarstva
Zahodni cesar Olibrij je jeseni 472 umrl. Zahodni magister militum Gundobad je za njegovega naslednika razglasil poveljnika cesarske garde (comes domesticorum) Glicerija s sedežem v Raveni. Leon I. je njegovo imenovanje zavrnil in leta 473  za zahodnega socesarja imenoval svojega nečaka Julija Neposa. Nepos, ki je pričakoval, da bo njegovo imenovanje naletelo na odpor, je zaradi slabega zimskega vremena svoje  potovanje na zahod preložil do naslednjega leta. Ker je Leom medtem umrl, je moral  njegovo ustoličenje podpreti  Zenon. Nepos je po prihodu v Italijo odstavil Glicerija, ki se temu ni upiral. Rimski senat ga je junija 474 uradno priznal za cesarja. Nepos je bil v dobrih odnosih z Zenonom in je celo koval denar v njegovem, Leonovem in svojem imenu.
Med Baziliskovo vladavino in Zenonovim begom v Izavrijo se je zahodni magister militum Orest uprl in prisilil Neposa na beg v Dalmacijo. Za cesarja je razglasil svojega sina Romula Avgusta, katerega so priznali samo v  Italiji. Ko se je leto kasneje Zenon  vrnil v Konstantinopel in odstavil uzurpatorja Baziliska, je gotski poglavar Odoaker Romula in Oresta odstavil. 
Rimski senat je z Odoakerjevo podporo poslal v Konstantiopel delegacijo, ki je Zenonu vrnila Romulove cesarske insignije. Zenona je zaprosila, naj ukine ločitev Vzhoda in Zahoda in zavlada kot skupen cesar in za guvernerja Italije imenuje Odoakerja. V Konstantinoplu je bila takrat tudi delegacija Julija Neposa s prošnjo za finančno podporo, s katero bi Nepos ponovno vzpostavil svojo oblast Italiji. Zenon je Senatu odgovoril, da mora priznati zakonitega cesarja Julija Neposa, Odoaker pa bo dobil oblast od Neposa, čeprav bi mu jo lahko podelil tudi sam. Odoaker je kasneje dobil uradno priznanje in je obdržal svoje posesti v Italiji, Nepos pa je obdržal cesarski naslov in preostali del Italije, vojske pa ne.
Odoaker je, morda zaradi spoštovanja do Zenona, do Neposove smrti  priznaval njegovo de iure oblast v Italiji, vendar je de facto  vladal sam, koval lasten denar in Neposu ni nikoli dovolil vrnitve v Italijo. Po Neposovem umoru leta 480 je Odoaker napadel Dalmacijo, da bi ujel in kaznoval njegove morilce, in si jo mimogrede prisvojil. Zenon je priznal njegovo oblast, Odoaker pa je v zameno priznal Zenona za edinega  cesarja združenega cesarstva, zase pa je začel vedno pogosteje porabljati naslov rex (kralj).

#### Marcijanov upor (479)
Marcijan je bil sin zahodnorimskega cesarja Antemija (vladal 467–472) in vnuk cesarja Marcijana (vladal  450–457). Poročen je bil z Ariadnino sestro Leoncijo in bil zato Zenonov svak. Leta 467 in  472 je bil rimski konzul.
Marcijan je poskušal strmoglaviti Zenona in si prisvojiti njegov prestol. S pomočjo bratov Prokopija Antemija in Romula je v Cezarijevi palači južno od Teodozijevega foruma v  Konstantinoplu zbral vojsko meščanov in tujcev in od tam odkorakal proti  cesarski palači in palači Zenonovega generala Ila. Cesar bi skoraj padel v roke upornikov, ki so čez dan porazili cesarjeve vojake. Ponoči je Ilu uspelo iz bližnjega Kalcedona v Konstantinopel pretihotapiti oddelek Izavrijcev in podkupiti Marcijanove vojake, da so Zenonu dovolili pobegniti. Naslednje jutro je Marcijan spoznal, da je stanje brezupno Ko je izvedel. da se mestu približujejo Goti generala Teodorika Strabona, se je skril  v cerkev Svetih Apostolov, kjer so ga skupaj z bratoma aretirali.
Zenon je Marcijana in njegova brata izgnal v Kapadokijo, od koder so poskušali pobegniti. Marcijana so na begu ujeli in mu dali na izbiro, da se umakne v samostan v Tarzu (Kilikija)  ali gre v zapor v trdjavi Papurij v Izavriji. Marcijan je ponovno, tokrat uspešno, pobegnil, zbral novo vojsko in napadel Anciro (Ankara), kjer ga je porazil in ujel Ilov brat Trokund.

#### Ilov upor (484-488)
Ilov poveljniški položaj in priljubljenost sta bila dovolj velik razlog, da je postal predmet sumničenj, in Zenon se ga je poskušal na različne načine znebiti. Njegova  sovražnica je postala tudi cesarjeva vdova Verina in mu začela streči po življenju.  Njen poskus je propadel, zato jo je Zenon, ljubosumen tako nanjo kot na  Ila, pregnal v trdnjavo Papurij v Kilikiji. Potek dogodkov je nekoliko sporen, ker Kandid postavlja njen pregon v čas pred Marcijanovim uporom, Teodor Lektor pa kot vzrok za njen pregon navaja sodelovanje v Baziliskovem uporu, kar ni nemogoče.  Zgleda, da je bila Verina pregnana obakrat  – prvič pred Marcijanovem uporom zaradi rovarjenja z Baziliskom in drugič zaradi sodelovanja v uporu proti Ilu.
Verini je v pregnanstvu uspelo prepričati svojo  hčerko in Zenonovo ženo Ariadno, da je najprej pri Zenonu in nato pri Ilu prosila njeno osvoboditev. Il je njeno zahtevo zavrnil, zato je tudi ona postala Ilova sovražnica. Jordan navaja, da je imelo njeno sovraštvo drug vzrok:  Il naj bi v Zenonu zanetil takšno ljubosumje, da je nameraval Ariadno umoriti, Ariadna pa se mu je zato poskušala maščevati. Najeti morilec je Ila samo ranil,  Zenon, ki je bil očitno  vmešan v zaroto, pa njegove usmrtitve  ni mogel preprečiti. 
Cesar je Ila, njegova prijatelja Pamperija in Leoncija in brata Trokunda upokojil in odstranil s svojega dvora. Il je pod pretvezo, da želi spremeniti klimo in ozdraviti rane, odšel v Nikejo, kjer je bil povišan v magistra  militum. Po potovanju po Mali Aziji je leta 484 zanetil upor in za cesarja razglasil svojega prijatelja Leoncija. Zenon je proti njemu poslal vojsko, ki jo je Il porazil. Il je po zmagi osvojil Papurij, osvobodil Verino in dosegel, da je  v Tarzu za cesarja kronala Leoncija. 
Leta 485 je Zenon proti njemu poslal novo vojsko, sestavljeno iz Makedoncev in Skitov,  slednji so bili verjetno Ostrogoti,  pod poveljstvom Ivana Grbastega. Vojski zelo verjetno ni poveljeval on,  ampak  Ivan Skit in Teodorik Armal, ki je bil takrat konzul.  Ivan je pri Selevkiji porazil upornike in jih prisilil na umik v Papurij, kjer jih je začel oblegati. Trokund je čez nekaj mesecev umrl. Trdnjava je padla šele po štirih letih obleganja zaradi izdaje Trokundovega svaka, katerega je tja ravno zato poslal Zenon. Ila in Leoncija so leta 488 obglavili in njuni glavi poslali cesarju.

#### Odnosi z Goti (474-787)
Agresivna ostrogotska vodja mezijskih Ostrogotov  Teoderik Amal, kasnejši kralj Teoderik Veliki,  in trakijskih Ostrogotov Teoderik  Strabon  sta od leta 472 stalno ogrožala  Bizantinsko  cesarstvo.  Zenon ju je včasih izigral in naščuval drugega  proti drugemu, vendar sta znala spretno izkoristiti  bizantinsko dinastično rivalstvo. Napada na Konstantinopel se je cesar lahko izognil samo s podkupovanjem.
Ob smrti Leona II. se je Strabon januarja 474  Zenonu uprl. Ker je bila njegova podpora ključna za Zenonovo strmoglavljenje  in Baziliskov vzpon na bizantinski prestol leta 475, ga je Bazilisk nagradil s položajem magistra militum in ga hkrati zelo razburil in ponižal, ker je za magistra militum praesentialis imenoval  svojega nečaka Armata.  Ko se je Zenon leta 476 vrnil v Konstantinopel in porazil Baziliska, Strabon zaradi maščevanja mesta ni branil.
Leta 476/477 se je Zenon povezal s Strabonovim tekmecem Amalom in mu ukazal, naj napade Strabona. Strabon  je zato k cesarju poslal delegacijo in mu ponudil mir in zvrnil krivdo na Amala. Zenon je njegovo ponudbo razumel kot prikrito zaroto in prepričal vojsko in konstantinopelski Senat, da je Strabona razglasil  za državnega  sovražnika.
Zenon je imel v načrtu spopad med Teoderikoma.  Proti Strabonu je leta 478 poslal Amala z obljubo, da bo dobil podporo močne rimske vojske.  Ko se je Amal prebil čez goro Sundis, ni našel pričakovane  rimske okrepitve, ampak na Strabonovo vojsko v močno utrjenem taboru. Teoderika sta prepoznala Zenonov načrt in se dogovorila, da bosta od cesarja skupaj zahtevala dovoljenje, da se ostrogotsko naselitveno ozemlje v Meziji  lahko razširi proti jugu.
Zenon je poskušal s podkupovanjem Amala ponovno spreti oba Teoderika, vendar je Amal podkupnino zavrnil.  Cesarska vojska ga je zato napadla in imela na začetku nekaj uspehov, ki jih Zenon ni znal izkoristiti  in omogočil Amalu umik proti zahodu v Trakijo in plenjenje vsega, kar je po poti dosegel. Strabon se je po Amalovem umiku s cesarjem  dogovoril, da bo dobil nazaj svoje premoženje, denar za plačilo 13.000 vojakov, poveljstvo nad dvema palatinskima enotama in naslov magistra militum. Strabonova vojska 30.000 mož je kljub temu  ostala  velika grožnja, zato je Zenon   prepričal Bolgare, naj napadejo  trakijske Vizigote.  Strabon je leta je leta 480/481 Bolgare premagal  in se začel pomikati proti Konstantinoplu, vendar se je moral zaradi notranjih nesoglasij umakniti v Grčijo. Na povratku je v taboru poskušal ukrotiti neposlušnega konja, se zaradi neprevidnosti nasadil na kopje in umrl.
Po smrti Teoderika Strabona leta 481 je Teoderik Amal postal vladar vseh Ostrogotov in začel povzročati težave na Balkanu.  Zenon ga je poskušal umiriti z imenovanjem za magistra militum praesentalis  in konzulskim položajem za leto  484.  Teoderik je s tem postal prvi barbar in oseba brez rimskega državljanstva, ki je dosegel tako visok  položaj.  Zenon ga je nato poslal v boj proti generalu Ilu in obleganje Papurija (484-488).  Teoderik se je leta 486  kljub temu ponovno uprl,  napadel Konstantinopel in ogrozil njegovo oskrbo s pitno  vodo.  Zenon je z njim sklenil mir in se dogovoril, da s svojimi Ostrogoti odide na zahod in napade Odoakerja, ki je domnevno podprl Leoncija in v Italiji leta 487 ustanovil novo kraljestvo. Prisotnost Germanov na vzhodu se s tem še ni končala.

#### Objava Henotikona (482)
Na verskem področju je Zenon znan po Henotikonu,  Aktu o združitvi, izdanem leta 482, ki naj bi zgladil nasprotna  stališča kalcedoncev in miafizitov o Kristusovi naravi. Kalcedonci so v Kristusu prepoznali dve naravi (physis) – človeško in božjo, miafiziti pa samo eno. Na Kalcedonskem koncilu leta 451 so sprejeli  kalcedonsko veroizpoved  in obsodili stališča miafizitov.  Miafiziti so kljub temu ostali zelo močni, predvsem v vzhodnih provincah cesarstva in Aleksandriji. 
Ena od velikih napak, ki jih je naredil cesar Bazilisk,  je bila podpiranje miafizitov,  ker je bila večina konstantinopelskih meščanov kalcedoncev.  Zenon ni hotel narediti iste napake, saj je  za obstoj na oblasti  potreboval tudi podporo miafizitskih provinc Egipta, Sirije, Palestine  in Azije.  Za zmanjšanje napetosti med verskima strujama se je zavzemal tudi konstantinopelski patriarh Akacij.
Henotikon, ki je nastal z Akacijevo podporo, je bil namenjen  razkolnikom v Egiptu. Edikt je potrdil nicejsko-kalcedonsko veroizpoved, ki naj bi bila skupen, dokončen in združen simbol in izražanje vere.   Vsi drugi simboli in učenja so bili izključeni. Konstantinopleski arhimandrit Evtih in patriarh Nestor sta bila obsojena na prekletstvo, medtem ko je bilo  dvanajst poglavij Cirila Aleksandrijskega sprejetih. Jezus Kristus je bil opisan kot »edinorojeni Božji sin  [...]  eden in ne dva«. Dve njegovi naravi nista bili izrecno omenjeni.
Rimski papež Feliks III. dokumenta ni sprejel in je leta 484 Akacija izobčil, s čimer se je začela akacijska shizma, ki je trajala do leta 519.
Leta 488 je prišel v Konstantinopel antioški patriarh Peter Suknjar, da bi potrdil  pravico do Ciprske cerkve. Zenon je poklical ciprskega škofa Antemija, da bi odgovoril na njegove zahteve. Ciprski škof je na razgovoru s cesarjem trdil, da se mu je pred odhodom prikazal  sveti Barnaba in mu razkril mesto svojega groba. Antemij je v grobu našel apostolove relikvije in prepis Matejevega evangelija, ki ga je v hebrejščini napisal sam Barnaba. Zenonu je prinesel svetnikove relikvije in evangelij in v zameno dobil avtonomnost Ciprske cerkve.
Zenon je leta 489 na zahtevo škofa Kira II. Edeškega zaprl perzijsko šolo v Edesi, ker je promovirala nestorijanstvo, in na njenem mestu zgradil cerkev. Šolo je prestavil na njeno prvotno lokacijo v Nisibis, kjer je nadaljevala svoje učenje in sprožila val preseljevanja nestorijancev v Perzijo.

#### Upor Samarijanov (484)
Po samarijanskih virih, v katerih ga imenujejo Zait, kralj Edoma, je Zenon preganjal Samarijane. Prišel je v Sihem (Neapolis), zbral starešine in zahteval, da se spreobrnejo. Ker so spreobrnitev zavrnili, je mnogo Samarijanov pobil in njihovo sinagogo pretvoril v cerkev. Prisvojil si je samarijansko sveto goro Gazirim in na njej zgradil več  poslopij, med njimi tudi grobnico za svojega nedavno umrlega sina. Nanjo je postavil križ, pred katerim so morali klečati samarijani med svojimi molitvami.
Samarijani so se zato leta 484 uprli in napadli Sihem. Požgali so pet cerkva, zgrajenih na svoji sveti zemlji, in škofu Terebintu, ki je vodil  slovesnosti na Belo nedeljo, odrezali prste. Za svojega kralja so izvolili Justa in odšli v Cezarejo, kjer je živela  spoštovanja vredna samarijanska skupnost. V mestu so pobili veliko kristjanov in porušili cerkev sv. Sabastjana. Po pisanju Ivana Malale je palestinski dux Esklepijad porazil Justa in ga ubil, njegovo glavo pa poslal Zenonu.
Po pisanju Prokopija iz Cezareje je Terebint odšel k Zenonu in ga prosil za maščevanje. Cesar je sam odšel v Samarijo in zatrl upor Samarijanov.
Sodobni zgodovinarji so prepričani, da je vrstni red dogodkov, ohranjen v samarijanskih virih,  obraten: Zenonovo preganjanje je bilo posledica upora in ne njegov vzrok. Poleg tega se to ni zgodilo leta 484, ampak okoli leta 489. Zenon je obnovil cerkev sv. Prokopija v Sihemu in pregnal Samarijane z Garizima. Na njegovem vrhu je zgradil svetilnik, ki naj bi opozarjal na nemire.

## Smrt in nasledstvo
Zenon je umrl 9. aprila 491 zaradi griže ali epilepsije. Vladal je sedemnajst let in dva meseca. Za seboj ni pustil nobenega moškega naslednika, ker sta oba sinova, Zenon in Leon, umrla, slednji že leta 474. Ariadna je za njegovega naslednika izbrala uglednega dvorjana Anastazija, brata generala Longina, ki je sprožil izavrijsko vojno.  
Po legendi, ki se je ohranila v zapisih dveh antičnih zgodovinarjev, so Zenona pokopali živega, ker se zaradi pijanosti ali bolezni ni več zavedal. Zaprt v sarkofagu je prosil za pomoč, vendar ga Ariadna ni dovolila odpreti.

### Primarni viri
- Evagrij Sholastik. Historia Ecclesiastica. 3. Poglavje.
- Life of Daniel the Stylite.
- Suda.
- Georgij Kedren. Zgodovina sveta.
- Malh Filadelfijec. Bizantiaka.
- Ivan Malala. Chronographia.
- Prokopij iz Cezareje. De Aedificiis.
- Teofan Spovednik. Kronika.
- Ivan Zonara. Epitome Historiarum.

### Sekundarni viri
- Rafał Kosiński.  The Emperor Zeno: Religion and Politics. 6. zvezek Byzantina et slavica cracoviensia.  Historia Iagellonica, 2010, ISBN 8362261188.
- Brian Croke. Dynasty and Ethnicity: Emperor Leo and the Eclipse of Aspar. Chiron 35 (2005): 147–203.
- Stephen Williams, J.G.P. Friell. The Rome that did not fall: the survival of the East in the fifth century. CRC Press, 1999, ISBN 0-203-98231-2.

| Zenon (bizantinski cesar) Leonova dinastija Rojen: okoli 425 491                  |                                                          |                                            |
| Vladarski nazivi                                                                  |                                                          |                                            |
| Predhodnik: Leon II.                                                              | Vzhodnorimski cesar]] 474–475                            | Naslednik: Bazilisk                        |
| Predhodnik: Bazilisk kot vzhodnorimski cesar, Julij Nepos kot zahodnorimski cesar | Cesar Rimskega cesarstva 476–491                         | Naslednik: Anastazij I.                    |
| Politične funkcije                                                                |                                                          |                                            |
| Predhodnik: Antemij (sam)                                                         | Rimski konzul 469 z Flavijem Marcijanom                  | Naslednik: Flavij Mesij Feb, Flavij Jordan |
| Predhodnik: Leon II. (sam)                                                        | Rimski konzul 475 post consulatum Leonis Augusti (vzhod) | Naslednik: Bazilisk, Flavij Armat          |
| Predhodnik: Il (sam)                                                              | Rimski konzul 479                                        | Naslednik: Kekina Decij Maksim Bazilij     |